# Tennis New Zealand
A Tennis New Zealand (formalmente New Zealand Lawn Tennis Association, comumente conhecida pelo acrônimo Tennis NZ ou simplesmente TNZ), é o órgão regulador do tênis na Nova Zelândia. Fundada em 1886, é uma das associações de tênis mais antigas do mundo. É filiada à International Tennis Federation (ITF) e à Oceania Tennis Federation. A "Tennis NZ" tem seis centros regionais geograficamente divididos. A "Tennis NZ" opera todos os times de tênis representativos nacionais da Nova Zelândia, incluindo a equipe Neozelandesa de Copa Davis, a equipe Neozelandesa de Copa Billie Jean King e times juvenis também. A Tennis NZ também é responsável por organizar e hospedar torneios de tênis na Nova Zelândia e agendar os jogos internacionais em casa.

## História do tênis na Nova Zelândia
A história do tênis na Nova Zelândia remonta à década de 1870, década em que começou o desenvolvimento do tênis moderno. O primeiro campeonato de tênis da Nova Zelândia foi disputado no Farndon Park em Clive, Hawke's Bay, em dezembro de 1885. A "New Zealand Lawn Tennis Association" (NZLTA) foi formada em uma reunião realizada em Hastings em dezembro de 1886. Logo após sua inauguração, ela tornou-se afiliada à Lawn Tennis Association (da Inglaterra).
Em 1904, a "New Zealand Lawn Tennis Association" fundiu-se com seis associações de tênis estaduais australianas para formar a "Lawn Tennis Association of Australasia". A "New Zealand Lawn Tennis Association" desempenhou um papel significativo na origem do Australian Open. A "Lawn Tennis Association of Australasia" criou o torneio chamado "The Australasian Mens Championships" (que mais tarde se tornou o Australian Open) em 1905 e foi jogado pela primeira vez no Warehouseman's Cricket Ground e foi decidido que os campeonatos seriam realizados tanto na Austrália quanto na Nova Zelândia. A Nova Zelândia sediou o campeonato duas vezes - Christchurch (1906) e Hastings (1912). O afastamento geográfico de ambos os países (Austrália e Nova Zelândia) dificultou a entrada de jogadores estrangeiros no torneio. Em Christchurch em 1906, de um pequeno grupo de 10 jogadores, apenas dois australianos compareceram, e o torneio foi vencido por um neozelandês (Anthony WildingTony Wilding). A "Lawn Tennis Association of Australasia" foi uma das doze associações nacionais de tênis que estabeleceram a "International Lawn Tennis Federation" (ILTF) em uma conferência em Paris, França, em 1º de março de 1913. De 1905 a 1919, tenistas neozelandeses e australianos participaram do International Lawn Tennis Challenge (Davis Cup) sob o pseudônimo de "Team Australasia", a equipe conquistou o título seis vezes (1907, 1908, 1909, 1911, 1914, 1919), no entanto, houve tentativas de romper essa parceria trans-Tasman, a fim de permitir que os jogadores da Nova Zelândia representassem sua nação em eventos internacionais de tênis. Em 1922, a Nova Zelândia desistiu desta parceria e em 16 de março de 1923 a "New Zealand Lawn Tennis Association" obteve a afiliação à "International Lawn Tennis Association" e, assim, tornou-se elegível para entrar no "International Lawn Tennis Challenge" por direito próprio. A "New Zealand Lawn Tennis Association" participou de seu primeiro "challenge" com a United States Lawn Tennis Association para o International Lawn Tennis Challenge de 1924. A Tennis New Zealand foi o membro fundador da Oceania Tennis Federation em 1993.